# Dobratice (zámek)
Zámek Dobratice stával v obci Dobratice na úpatí hory Prašivé.

## Historie
O zámečku se mnoho informací nedochovalo. Vznikl v 18. století a jeho existence je spojena s baronem Antonínem Valentinem Kašnicem z Weinberga. Kašnicové z Weinbergu se stali šlechtickým rodem teprve v roce 1701 a predikát pochází od obce Vinohrádky na Brněnsku. Na jižní Moravě také měli většinu majetků (např. Šlapanice či Jiříkovice). Podoba loveckého zámečku Antonína Valentina není přesně známa, ale pravděpodobně se jednalo o menší přízemní dřevěnou budovu. Další majitelé připojil Dobratice s panstvím Bukovice pod Dolní Tošanovice. Kdy zámeček zanikl, není známo.